# Samuel Aba de Hungría
Samuel Aba de Hungría (en húngaro: Aba Sámuel) (990 – 5 de julio de 1044), tercer rey de Hungría (1041-1044), período en el que actuaba de antirrey contra Pedro Orseolo de Hungría.

## Biografía
Según parece, era príncipe de los Kabars, tribu de origen jázaro asentada en el norte de Hungría. Esteban I de Hungría le había entregado la mano de Carlota, una de sus hermanas, por considerarle un poderoso aliado de fe pagana, colocándolo así bajo su control y convirtiéndolo al Cristianismo con esta estrategia. 
Nombrado conde palatino, en 1031, después de la muerte del príncipe heredero San Emérico, Samuel no fue tomado en cuenta para la sucesión al trono, posiblemente porque no era de sangre real y también quizás porque su conversión al cristianismo no se estimaba del todo sincera.

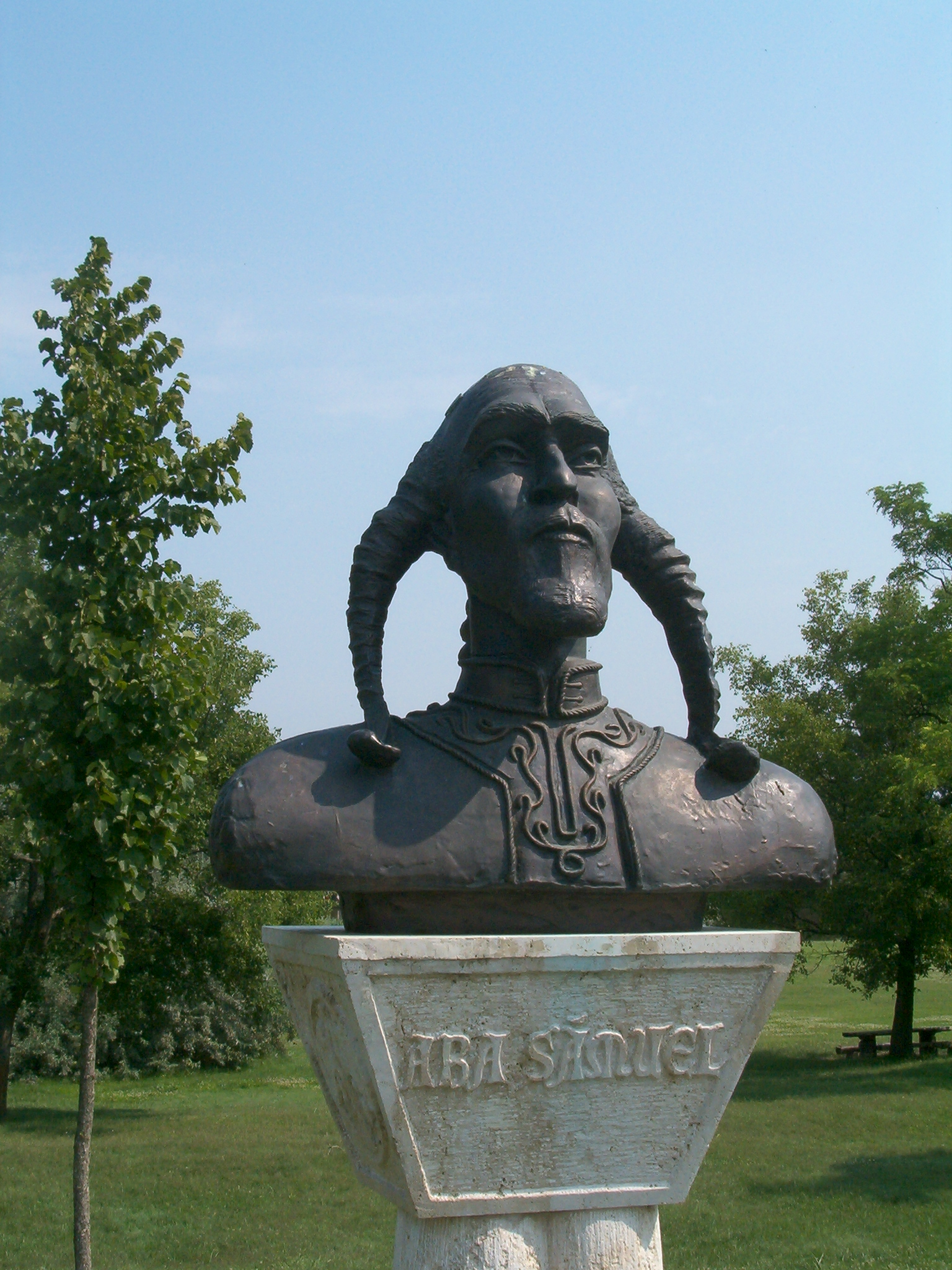
Busto de Samuel Aba, en el parque de Ópusztaszerroi.

Luego de la muerte de Esteban I, su sobrino Pedro Orseolo subió al trono y llevó a cabo una política orientada hacia el Sacro Imperio Romano Germánico, poblando la corte y la sede real de caballeros y nobles germánicos. Se generó entonces una situación de tal tensión en el reino que los nobles húngaros mataron a Budó, el consejero más cercano de Orseolo, y éste huyó al Sacro Imperio.
Los nobles coronaron a Samuel Aba, quien reinó hasta 1044. Durante su reinado, Aba, representante de los sectores tradicionalistas, adoptó una vida rural y se decía que comía entre campesinos y paganos, puesto que esta era su religión previa a su boda con la hermana de Esteban I y pertenecía a otra nación diferente de la húngara. 
Posteriormente repudió a los nobles húngaros que habían apoyado a Orseolo, y en 1044 reunió a casi medio centenar de ellos y los hizo matar, causando gran conmoción. Esto, junto con su política agresiva contra la Iglesia, facilitó el regreso de Pedro Orseolo, quien, con la ayuda de tropas germánicas, logró una victoria en la Batalla de Ménfő.
Samuel Aba fue apresado y ejecutado tras dicha batalla.